# Thomas Fabbiano
Thomas Fabbiano, né le 26 mai 1989 à Grottaglie, est un joueur de tennis italien, professionnel de 2007 à 2023.

## Carrière

### Débuts
Thomas Fabbiano a évolué sur le circuit junior entre 2004 et 2007 et s'est notamment imposé à Beaulieu-sur-Mer et Umag, ainsi qu'à Roland-Garros en double avec le Biélorusse Andrei Karatchenia. En simple, il est demi-finaliste de l'Open d'Australie et de l'US Open en 2007.
En 2008, pour sa deuxième participation à un tournoi ATP, il parvient à se qualifier pour le Masters de Rome en étant classé 412e mondial. Il est battu par Nicolas Mahut au terme d'un match très disputé de 2 h 33 (65-7, 6-4, 7-5).
Sur le circuit secondaire Challenger, il s'impose une première fois à Recanati en juillet 2013. Le mois suivant, il fait ses débuts dans le tableau principal d'un tournoi du Grand Chelem à l'US Open où il s'incline contre Milos Raonic (6-3, 7-66, 6-3). En 2016, il parvient jusqu'en quart de finale du tournoi ATP de Chennai après avoir battu Gilles Müller. Il remporte ensuite un second titre à Zhuhai. Au mois d'août, il fait partie de la délégation italienne lors des Jeux olympiques de Rio. En raison de multiples forfaits, il décide d'accepter une invitation offerte par l'ITF. Il perd cependant au premier tour contre le Brésilien Rogério Dutra Silva (7-64, 6-1).

### 2017:3etour à l'US Open
Sur le circuit challenger, il rajoute trois titres à son palmarès, acquis à Quanzhou, Gimcheon et Séoul. Il atteint aussi deux finales à Zhuhai et Nottingham. 
À l'US Open, il accède au troisième tour en écartant les Australiens John-Patrick Smith et Jordan Thompson avant d'être défait par son compatriote Paolo Lorenzi sur le score de 6-2, 6-4, 6-4. 

### 2018:3etour à Wimbledon
À Istanbul, Thomas Fabbiano atteint les quarts de finale en passant le vétéran Mikhail Youzhny et la tête de série no 2 Damir Džumhur avant d'être battu par le tricolore Jérémy Chardy sur le score sec de 6-2, 6-2. 
À Roland-Garros, il passe Matthew Ebden avant de perdre contre Borna Ćorić. 
À Wimbledon, il atteint pour la deuxième fois le troisième tour en Grand Chelem après celui de l'US Open, l'année d'avant. Il remporte ses deux premiers matches respectivement face à Yuki Bhambri et le triple vainqueur en Grand Chelem Stanislas Wawrinka. Il sera battu par Stéfanos Tsitsipás 6-2, 6-1, 6-4. 
En octobre, il remporte le tournoi le plus important de sa carrière à Ningbo.

### 2019:3etour à l'Open d'Australie et à Wimbledon et demi-finale à Eastbourne
À l'Open d'Australie, il bat Jason Kubler et Reilly Opelka mais, il perd contre le Bulgare Grigor Dimitrov 7-6, 6-4, 6-4.
À Eastbourne, il passe les qualifications (où il y a battu Kenny de Schepper et Juan Ignacio Londero) et les joueurs James Ward, Laslo Djere (tête de série no 2), Gilles Simon (tête de série no 6 et récent finaliste au Queen's). Sam Querrey le vaincra en demi-finales. Il continue sur cette lancée à Wimbledon en atteignant une nouvelle fois le troisième tour. Cette fois-ci, il bat Stéfanos Tsitsipás (tête de série no 7)  mais aussi Ivo Karlović. Il est ensuite vaincu par l'Espagnol Fernando Verdasco.
À Gstaad, il sort vainqueur de ses deux premiers combats contre Sandro Ehrat et son compatriote Lorenzo Sonego. Il est battu au tour suivant par le futur finaliste Cedrik-Marcel Stebe.

## Parcours dans les tournois duGrand Chelem

### En simple
| Année | Open d'Australie | Open d'Australie    | Internationaux de France | Internationaux de France | Wimbledon       | Wimbledon          | US Open         | US Open              |
| ----- | ---------------- | ------------------- | ------------------------ | ------------------------ | --------------- | ------------------ | --------------- | -------------------- |
| 2013  | Q2               | Diego Schwartzman   | —                        | —                        | —               | —                  | 1er tour (1/64) | Milos Raonic         |
| 2014  | Q1               | Wayne Odesnik       | Q1                       | J. Huta Galung           | Q1              | Jimmy Wang         | Q1              | A. Kudryavtsev       |
| 2015  | Q1               | Konstantin Kravchuk | Q2                       | Luca Vanni               | Q1              | Elias Ymer         | Q3              | Nikoloz Basilashvili |
| 2016  | Q2               | Wu Di               | 1er tour (1/64)          | Feliciano López          | Q3              | Marius Copil       | 1er tour (1/64) | Karen Khachanov      |
| 2017  | 1er tour (1/64)  | Donald Young        | Q1                       | Stéfanos Tsitsipás       | 1er tour (1/64) | Sam Querrey        | 3e tour (1/16)  | Paolo Lorenzi        |
| 2018  | 1er tour (1/64)  | Alexander Zverev    | 2e tour (1/32)           | Borna Ćorić              | 3e tour (1/16)  | Stéfanos Tsitsipás | Q2              | J. C. Aragone        |
| 2019  | 3e tour (1/16)   | Grigor Dimitrov     | 1er tour (1/64)          | Marin Čilić              | 3e tour (1/16)  | Fernando Verdasco  | 2e tour (1/32)  | Alexander Bublik     |

N.B. : à droite du résultat se trouve le nom de l'ultime adversaire.

### En double
| Année | Open d'Australie        | Open d'Australie    | Internationaux de France | Internationaux de France | Wimbledon | Wimbledon | US Open                   | US Open               |
| ----- | ----------------------- | ------------------- | ------------------------ | ------------------------ | --------- | --------- | ------------------------- | --------------------- |
| 2017  | —                       | —                   | —                        | —                        | —         | —         | 1er tour (1/32) Y. Sugita | A. Giannessi F. Mayer |
| 2018  | 1er tour (1/32) D. Sela | M. Mirnyi P. Oswald | —                        | —                        | —         | —         | —                         | —                     |

N.B. : le nom du partenaire se trouve sous le résultat ; le nom des ultimes adversaires se trouve à droite.

## Parcours dans lesMasters 1000
| Année | Indian Wells      | Miami                    | Monte-Carlo         | Madrid | Rome                | Canada               | Cincinnati           | Shanghai | Paris |
| ----- | ----------------- | ------------------------ | ------------------- | ------ | ------------------- | -------------------- | -------------------- | -------- | ----- |
| 2008  | —                 | —                        | —                   | —      | 1er tour N. Mahut   | —                    | —                    | —        | —     |
| 2015  | —                 | —                        | —                   | —      | 1er tour R. Gasquet | —                    | —                    | —        | —     |
| 2017  | —                 | —                        | —                   | —      | —                   | 1er tour R. Harrison | 2e tour K. Khachanov | —        | —     |
| 2018  | 2e tour Jack Sock | 1er tour N. Basilashvili | —                   | —      | —                   | —                    | —                    | —        | —     |
| 2019  | —                 | 1er tour I. Ivashka      | —                   | —      | —                   | —                    | —                    | —        | —     |
| 2021  | —                 | 1er tour A. Bedene       | 1er tour H. Hurkacz | —      | —                   | —                    | —                    | n.o.     |       |

N.B. : sous le résultat se trouve le nom de l’ultime adversaire.

## Victoires sur le top 10
Toutes ses victoires sur des joueurs classés dans le top 10 de l'ATP lors de la rencontre.
| Légende      |
| ------------ |
| Grand Chelem |
| Masters 1000 |
| 500 Series   |
| 250 Series   |
| Coupe Davis  |

| # | T.F.  | Tournoi   | Année | Surface | Adversaire         | Rang | Tour | Score                    |
| - | ----- | --------- | ----- | ------- | ------------------ | ---- | ---- | ------------------------ |
| 1 | no 89 | Wimbledon | 2019  | Gazon   | Stéfanos Tsitsipás | no 6 | 1/64 | 6-4, 3-6, 6-4, 68-7, 6-3 |
| 2 | no 87 | US Open   | 2019  | Dur     | Dominic Thiem      | no 4 | 1/64 | 6-4, 3-6, 6-3, 6-2       |